# Ortalis leucogastra
Ortalis leucogastra е вид птица от семейство Cracidae.

## Разпространение
Видът е разпространен в Гватемала, Мексико, Никарагуа, Салвадор и Хондурас.